# TJ Baník Švermov
TJ Baník Švermov je kladenský fotbalový klub z městské části Švermov (v letech 1949–1980 samostatné město), založený v roce 1910 (tehdy zde byly obce Motyčín a Hnidousy), jeden z nejstarších fotbalových klubů v Česku, který hraje zápasy v krajských soutěží. Nyní tým A- mužstva hraje I.B třídu skupinu A.

## Historie
- 1906 a 1907 první čtyři doložené spolky kopané v Hnidousích
- 1910 Sportovní kroužek Hnidousy
- 1912 Sportovní klub Hnidousy
- 1916 založení klubu SK Motyčín a první společné utkání 4:1
- 1948 Sokol Hnidousy
- 15. června 1949 Sokol Švermov, sloučení klubů SK Hnidousy a SK Motyčín (oddílů kopané Sokola) po sloučení obcí
- 1950 Sokol Důl Gottwald Švermov
- 1953 Baník DSO Švermov (dobrovolná sportovní organizace)
- 1956 TJ Baník Švermov, oddíl kopané
- září 1959 první mezistátní zápas v kopané s mužstvem A.S.G. Aktivist Karl-Marx Zwickau (NDR) 4:2
- 19. června 2010 oslavy stého výročí založení klubu

## Sportovní úspěchy
V sezóně 2013/2014 Baník postoupil do okresního přeboru, kde byl v sezóně 2019/2020 po třinácti zápasech na prvním místě.

### Umístění v jednotlivých sezonách
Legenda: Z – zápasy, V – výhry, R – remízy, P – porážky, VG – vstřelené góly, OG – obdržené góly, +/− – rozdíl skóre, B – body, červené podbarvení – sestup, zelené podbarvení – postup, fialové podbarvení – reorganizace, změna skupiny či soutěže
| Československo (1945 – 1993) |                                        |        |    |    |    |    |    |    |     |    |        |
| Sezóny                       | Liga                                   | Úroveň | Z  | V  | R  | P  | VG | OG | +/− | B  | Pozice |
| ...                          |                                        |        |    |    |    |    |    |    |     |    |        |
| 1959/60                      | Oblastní soutěž – sk. B                | 3      | 26 | 12 | 4  | 10 | 54 | 58 | −4  | 30 | 5.     |
| ...                          |                                        |        |    |    |    |    |    |    |     |    |        |
| Česko (1993 – )              |                                        |        |    |    |    |    |    |    |     |    |        |
| Sezóny                       | Liga                                   | Úroveň | Z  | V  | R  | P  | VG | OG | +/− | B  | Pozice |
| ...                          |                                        |        |    |    |    |    |    |    |     |    |        |
| 2005/06                      | Okresní soutěž Kladenska – sk. A       | 9      | 26 | 5  | 5  | 16 | 30 | 62 | −32 | 20 | 13.    |
| 2006/07                      | Okresní soutěž Kladenska – sk. A       | 9      | 24 | 3  | 5  | 16 | 22 | 64 | −42 | 14 | 13.    |
| 2008/09                      | Okresní soutěž Kladenska – sk. A       | 9      | 24 | 6  | 3  | 15 | 30 | 57 | −27 | 21 | 12.    |
| 2009/10                      | Okresní soutěž Kladenska – sk. A       | 9      | 26 | 10 | 7  | 9  | 60 | 50 | +10 | 37 | 7.     |
| 2010/11                      | Okresní soutěž Kladenska – sk. A       | 9      | 26 | 16 | 4  | 6  | 63 | 37 | +26 | 52 | 2.     |
| 2011/12                      | Okresní soutěž Kladenska – sk. A       | 9      | 26 | 18 | 3  | 5  | 91 | 29 | +62 | 57 | 2.     |
| 2012/13                      | Okresní soutěž Kladenska – sk. A       | 9      | 26 | 10 | 6  | 10 | 60 | 44 | +16 | 36 | 8.     |
| 2013/14                      | Okresní soutěž Kladenska – sk. A       | 9      | 26 | 20 | 3  | 3  | 93 | 39 | +54 | 65 | 1.     |
| 2014/15                      | Okresní přebor Kladenska               | 8      | 26 | 7  | 10 | 9  | 51 | 59 | −8  | 34 | 10.    |
| 2015/16                      | Okresní přebor Kladenska               | 8      | 26 | 9  | 3  | 14 | 57 | 68 | −11 | 31 | 12.    |
| 2016/17                      | Okresní přebor Kladenska               | 8      | 26 | 10 | 5  | 11 | 53 | 67 | −14 | 37 | 7.     |
| 2016/17                      | Okresní přebor Kladenska               | 8      | 26 | 10 | 5  | 11 | 53 | 67 | −14 | 37 | 7.     |
| 2017/18                      | Okresní přebor Kladenska               | 8      | 26 | 13 | 3  | 10 | 73 | 67 | +6  | 45 | 3.     |
| 2018/19                      | Okresní přebor Kladenska               | 8      | 26 | 13 | 6  | 7  | 79 | 57 | +22 | 48 | 4.     |
| 2019/20                      | Okresní přebor Kladenska               | 8      | 13 | 12 | 1  | 0  | 51 | 13 | +48 | 38 | 1.     |
| 2020/21                      | I. B třída Středočeského kraje – sk. B | 7      | 8  | 1  | 3  | 4  | 11 | 19 | −8  | 7  | 12.    |
| 2021/22                      | I. B třída Středočeského kraje – sk. A | 7      | 24 | 6  | 4  | 14 | 41 | 69 | −28 | 22 | 9.     |
| 2022/23                      | I. B třída Středočeského kraje – sk. A | 7      | 26 | 12 | 2  | 12 | 45 | 54 | −9  | 38 | 7.     |
| 2023/24                      | I. B třída Středočeského kraje – sk. A | 7      | 26 | 7  | 2  | 17 | 39 | 75 | −36 | 23 | 11.    |
| 2024/25                      | Okresní přebor Kladenska               | 8      | 26 | 5  | 7  | 14 | 54 | 84 | −30 | 25 | 12.    |

## Osobnosti klubu
Mezi hráče klubu patřili také Josef Horák, Václav Kokštejn, Jaroslav Liška, Václav Mrázek, Karel Němeček, Václav Sršeň a Jaroslav Tesárek.